# PSA World Series Finals der Damen 2015/16
Die 3. PSA World Series Finals der Damen fanden vom 24. bis 28. Mai 2016 in Dubai in den Vereinigten Arabischen Emiraten statt. Die World Series Finals waren Teil der PSA World Tour der Damen 2015/16 und mit 160.000 US-Dollar dotiert.

## Qualifikation
Die acht bestplatzierten Spielerinnen der PSA World Series der Damen in der Saison 2015/16 qualifizierten sich für diesen Wettbewerb. Qualifizierte Spielerinnen sind fett markiert.
| Legende | Legende       | Legende | Legende      |
| ------- | ------------- | ------- | ------------ |
| 10      | Erste Runde   | 15      | Achtelfinale |
| 25      | Viertelfinale | 40      | Halbfinale   |
| 65      | Finale        | 100     | Sieg         |

| PSA World Series der Damen 2015 |                   |                 |         |               |                |                         |                 |              |                |
| Pl.                             | Spielerin         | Anzahl Turniere | US Open | Qatar Classic | Hong Kong Open | Tournament of Champions | Windy City Open | British Open | Gesamt- Punkte |
| Pl.                             | Spielerin         | Anzahl Turniere | USA     | QAT           | HKG            | USA                     | USA             | ENG          | Gesamt- Punkte |
| 1                               | Laura Massaro     | 6               | 100     | 100           | 65             | 25                      | 40              | 25           | 355            |
| 1                               | Nour El Sherbini  | 5               | 25      | 65            | −              | 100                     | 65              | 100          | 355            |
| 3                               | Nicol David       | 6               | 25      | 40            | 100            | 40                      | 25              | 40           | 270            |
| 4                               | Raneem El Weleily | 6               | 25      | 10            | 40             | 15                      | 100             | 25           | 215            |
| 5                               | Nouran Gohar      | 5               | 15      | 25            | 25             | 40                      | 25              | 65           | 195            |
| 5                               | Omneya Abdel Kawy | 6               | 40      | 40            | 40             | 25                      | 25              | 25           | 195            |
| 5                               | Camille Serme     | 5               | 40      | 25            | 25             | 25                      | 40              | 40           | 195            |
| 8                               | Amanda Sobhy      | 5               | 15      | 15            | 25             | 65                      | 25              | 25           | 170            |
| 9                               | Annie Au          | 6               | 10      | 25            | 10             | 15                      | 15              | 15           | 90             |
| 10                              | Jenny Duncalf     | 6               | 15      | 15            | 15             | 10                      | 15              | 10           | 80             |
| 10                              | Joshana Chinappa  | 5               | 15      | 25            | 15             | 15                      | −               | 10           | 80             |
| 12                              | Emily Whitlock    | 6               | 10      | 10            | 15             | 15                      | 15              | 10           | 75             |
| 13                              | Joey Chan         | 6               | 10      | 10            | 10             | 10                      | 15              | 15           | 70             |
| 13                              | Heba El Torky     | 6               | 10      | 10            | 15             | 15                      | 10              | 10           | 70             |
| 13                              | Delia Arnold      | 5               | 15      | −             | 15             | 15                      | 15              | 10           | 70             |

## Finalrunde

### Gruppe A

#### Tabelle
| Pos. | Setzliste | Spielerin     | Spiele | Sätze | Punkte |
| ---- | --------- | ------------- | ------ | ----- | ------ |
| 1    | 1         | Laura Massaro | 3:0    | 6:1   | 78:63  |
| 2    | 3         | Nicol David   | 2:1    | 5:2   | 71:63  |
| 3    | 8         | Amanda Sobhy  | 1:2    | 2:5   | 67:71  |
| 4    | 5         | Nouran Gohar  | 0:3    | 1:6   | 57:76  |

#### Ergebnisse
| Spielerin     | Spielerin    | Ergebnis         |
| ------------- | ------------ | ---------------- |
| Laura Massaro | Nouran Gohar | 11:7, 13:11      |
| Nicol David   | Amanda Sobhy | 11:6, 13:11      |
| Laura Massaro | Nicol David  | 11:7, 8:11, 11:7 |
| Nouran Gohar  | Amanda Sobhy | 11:8, 5:11, 7:11 |
| Laura Massaro | Amanda Sobhy | 13:11, 11:9      |
| Nicol David   | Nouran Gohar | 11:7, 11:9       |

### Gruppe B

#### Tabelle
| Pos. | Setzliste | Spielerin         | Spiele | Sätze | Punkte |
| ---- | --------- | ----------------- | ------ | ----- | ------ |
| 1    | 4         | Raneem El Weleily | 3:0    | 6:1   | 87:77  |
| 2    | 2         | Nour El Sherbini  | 2:1    | 4:2   | 69:47  |
| 3    | 7         | Camille Serme     | 1:2    | 3:4   | 64:74  |
| 4    | 6         | Omneya Abdel Kawy | 0:3    | 0:6   | 54:72  |

#### Ergebnisse
| Spielerin         | Spielerin         | Ergebnis          |
| ----------------- | ----------------- | ----------------- |
| Camille Serme     | Omneya Abdel Kawy | 11:9, 13:11       |
| Nour El Sherbini  | Raneem El Weleily | 10:12, 15:17      |
| Camille Serme     | Raneem El Weleily | 11:9, 10:12, 9:11 |
| Omneya Abdel Kawy | Nour El Sherbini  | 4:11, 8:11        |
| Raneem El Weleily | Omneya Abdel Kawy | 15:13, 11:9       |
| Nour El Sherbini  | Camille Serme     | 11:4, 11:6        |

### Halbfinale
| Spielerin         | Spielerin        | Ergebnis         |
| ----------------- | ---------------- | ---------------- |
| Laura Massaro     | Nour El Sherbini | 12:10, 11:6      |
| Raneem El Weleily | Nicol David      | 11:5, 8:11, 11:8 |

### Finale
| Spielerin     | Spielerin         | Ergebnis                      |
| ------------- | ----------------- | ----------------------------- |
| Laura Massaro | Raneem El Weleily | 9:11, 11:6, 5:11, 12:10, 11:5 |